# Sint-Agathakerk (Harreveld)
De Sint-Agathakerk is een rooms-katholieke kerk in de Nederlandse plaats Harreveld. De kerk is in 1867 gebouwd en in 1868 ingewijd, waarbij Agatha van Sicilië als patroonheilige werd aangenomen. De grond voor de kerk werd beschikbaar gesteld door Bernard W. J. von Raesfelt, destijds eigenaar van Huize Harreveld. Aangezien bij de kerk geen pastorie was gebouwd, werd de kerk bediend vanuit Zieuwent. Pas na de bouw van de pastorie in 1894, kreeg Harreveld in 1895 zijn eigen pastoor. De parochiegrens was al jaren ervoor bepaald, waarbij het gebied was afgesplitst van Zieuwent.
Bij een storm in 1888 sloeg de bliksem in de kerktoren. Hierop brandde de toren af, maar werd deze herbouwd naar ontwerp van Gerhard te Riele.
De kerk is een rijksmonument. De kerk is hier mede op geplaatst dankzij enkele oudere intereuronderdelen en wandschilderingen.